# Flávio Rodrigues da Silva
Flávio Rodrigues da Silva (1902-1950) foi um importante compositor português e executante de guitarra portuguesa, variante Guitarra de Coimbra, cidade onde nasceu e sempre viveu, exercendo a profissão de barbeiro. A sua influência no tocar e no compor de guitarristas estudantis revelou-se intensa. Foi autor de «Variações em mi menor», «Variações em ré menor» (n.º 1, n.º 2, n.º 3 e n.º 4) e de diversas valsas, por vezes com origem em temas do folclore da região: «Valsa em Fá» (= «Canção de Bencanta»), «Valsa em Lá Menor», «Valsa em Sol Maior». Normalmente não utilizava 2.º guitarra e era acompanhado por duas violas. Entre os cantores que acompanhou podem mencionar-se Augusto Camacho e Fernando Rolim, enquanto que guitarristas como Abílio Moura, Manuel Branquinho (1929-1999) ou, «mutatis mutandis», António Portugal (1931-1994) se podem enquadrar no número dos seus 'discípulos'.
No ano do Centenário do seu nascimento foi homenageado em Coimbra (Novembro de 2002), num sarau que decorreu no auditório da Escola de Hotelaria e Turismo.